# Horace Micheli
Horace Micheli (* 6. Juni 1866 in Landecy bei Bardonnex; † 6. Mai 1931 in Vevey; heimatberechtigt in Genf und Vicosoprano) war ein Schweizer Journalist, Herausgeber und Politiker.

## Leben

### Familie

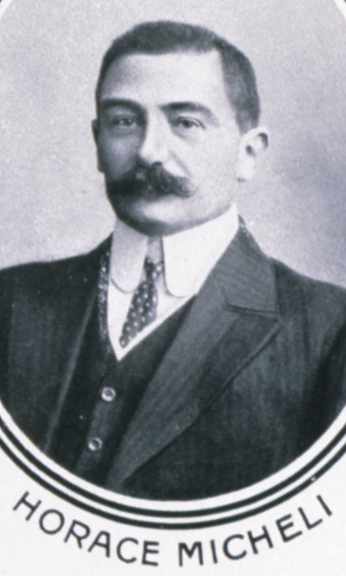
Horace Micheli

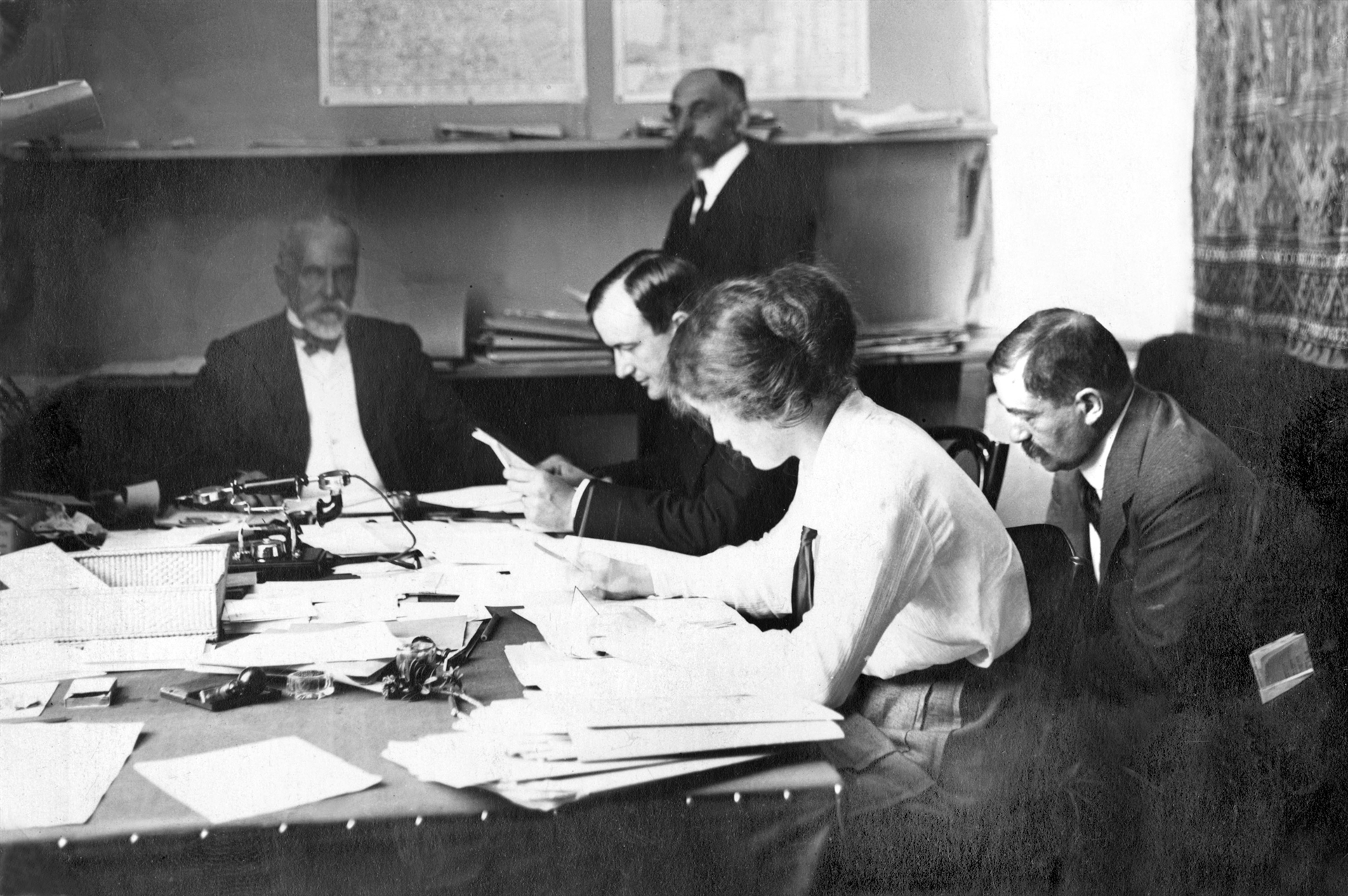
Arbeit in der Zentralstelle für Kriegsgefangene: Gustave Ador (IKRK-Präsident und Bundesrat), Paul des Gouttes (1869–1943; stehend), Frédéric Barbey (1879–1970), Odette Micheli und Horace Micheli

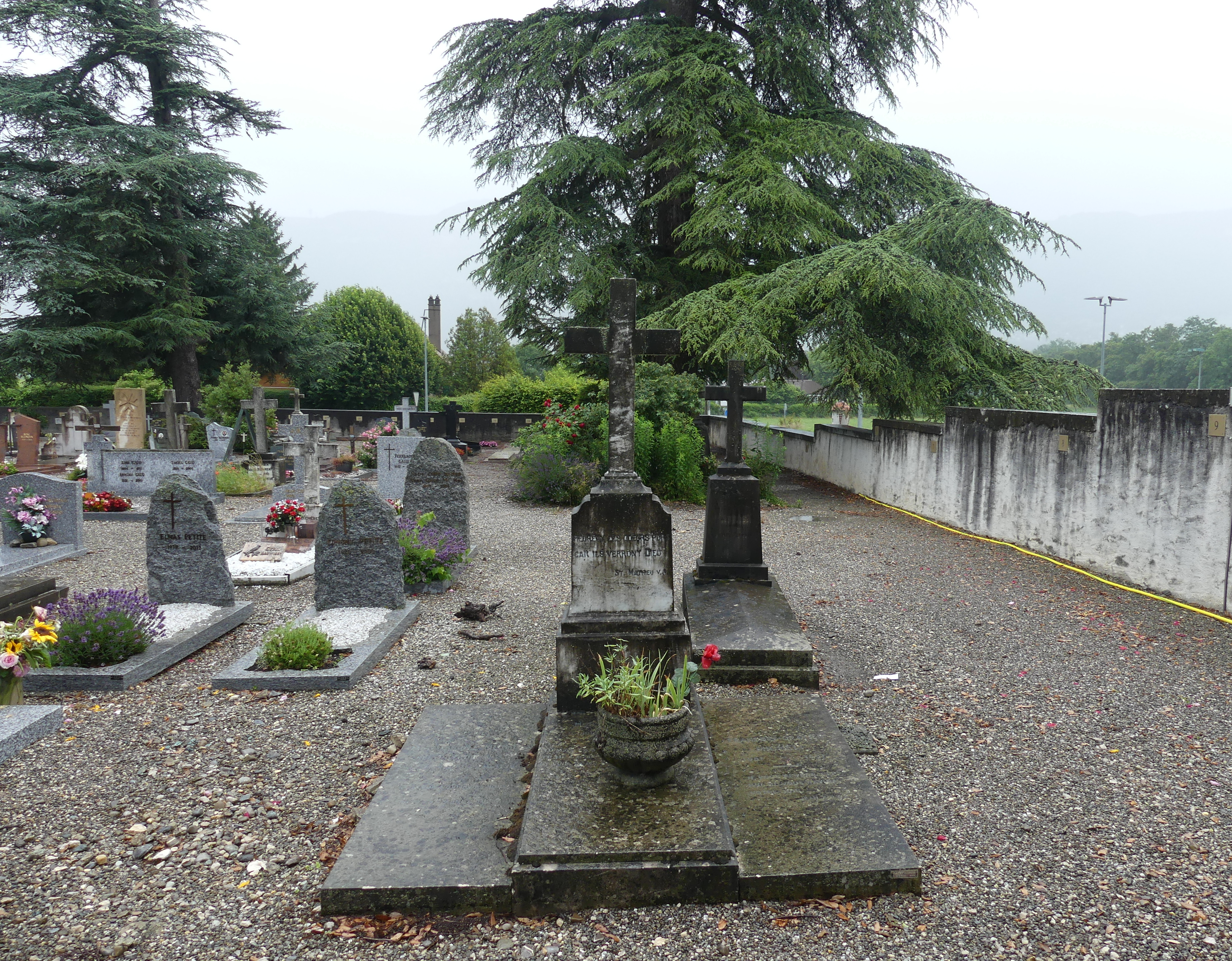
Das Grab von Horace Micheli, seiner Ehefrau Madeleine und einem ihrer Söhne, François Gratien Micheli (1901–1931) auf dem Friedhof von Compesières in der Gemeinde Bardonnex

Horace Micheli entstammte der Familie Micheli, die im 16. Jahrhundert als Glaubensflüchtlinge von Lucca, Italien, nach Genf eingewandert waren.
Seine Eltern waren Louis Micheli (* 30. Juni 1836; † 13. Februar 1888), Grundbesitzer und ehemaliger Bürgermeister von Landecy, und dessen Ehefrau Hélène (* 8. September 1837; † 5. März 1891), die Tochter des Rechtsanwalts Eugène de La Rive (1804–1872).
Der Grossvater seiner Mutter war der Chemiker Charles-Gaspard de la Rive und ihr Bruder der Oberstdivisionär Edmond De la Rive (1847–1902).
Er war unter anderem der Onkel der Juristin und Historikerin Marguerite Frick-Cramer sowie der Musikpädagogin Suzanne Ferrière.
1892 heiratete er Madeleine (1873–1963), die Tochter des Kaufmannsgehilfen und Landbesitzers David Peyrot (1831–1890); gemeinsam hatten sie mehrere Kinder:
- Louis Michelis (* 17. Juli 1893 in Genf;  † 29. April 1945 in Vevey), Legationsrat in Washington und Rom;[6]
- Jacques Barthélemy Michelis (* 1. Februar 1895 in Genf; † 4. Oktober 1945 ebenda), Bankier;[7]
- Odette Micheli, Schriftstellerin und Rotkreuz-Funktionärin, verheiratet mit dem Komponisten Frank Martin.
- François Gratien Micheli (* 1901 in Genf; † 22. Januar 1932 in Zürich).[8]

### Werdegang
Horace Micheli wurde 1887 Lizenziat in Altphilologie in Paris und immatrikulierte sich im selben Jahr zu einem Studium der Philosophie und der Alten Geschichte an der Universität Berlin. 1888 beendete er sein dortiges Studium.
Von 1892 bis 1893 hielt er sich in Athen auf, bevor er 1894 mit seiner Dissertation La révolution oligarchique des Quatre cents à Athènes et ses causes an der Universität Genf zum Dr. phil. promovierte.; zu seinen Kommilitonen an der Universität Genf gehörte unter anderem der spätere Politiker Hellmut von Gerlach.
1893 begann er als Journalist beim Journal de Genève und war von 1893 bis 1900 deren Korrespondent in Bern, bevor er von 1900 bis 1904 der Bundeshausredaktor sowie der Redaktor für Genfer Politik war. Von 1904 bis 1908 war er Geschäftsleiter und Chefredaktor und von 1908 bis 1928 Parlamentsberichterstatter. 1910 wurde Albert Bonnard (1858–1917) sein Nachfolger als Chefredaktor beim Journal de Genève. Ab 1918 war er Herausgeber des Blatts, und 1927 wurde er zum Ehrenherausgeber ernannt. Um Horace Micheli ein Verbleiben in Bern zu ermöglichen, wurde ihm 1918 als Vizedirektor Edouard Chapuisat (1874–1955) in Genf zur Seite gestellt.
1894 sprach er sich als Journalist gegen die Änderung des Gesandtschaftsgesetzes aus.
Aufgrund eines Streits wegen eines von Horace Micheli verfassten polemischen Zeitungsartikels über den ehemaligen Senator und Publizisten Auguste Dide, der Vizepräsident des Schweizer Verbands der Internationalen Presse war, wurde er von diesem zu einem Duell herausgefordert. Horace Micheli riet diesem, er möge sich doch an ein Gericht wenden und ihn verklagen, woraufhin dieser öffentlich ankündigte, diesen Schritt gehen zu wollen. Die Klage erfolgte kurz darauf vor dem französischen Gerichtshof in St. Julien, mit der Begründung, dass auch dort das Blatt verbreitet sei und seine «Beleidigungen» gegen Auguste Dide gelesen wurden. Auguste Dide forderte für den ihm angeblich zugefügten tort moral (moralisches Unrecht) 100'000 (später 10'000) Schweizer Franken Schadenersatz, die er, wenn sie ihm zugesprochen würden, dem Komitee für die Errichtung eines zweiten Servetdenkmals (siehe Michael Servetus und Servetus-Gedenkstein) in Genf zu stiften. Der Gerichtshof erklärte sich für kompetent und nahm die Klage zur weiteren Verhandlung an. Horace Michelin legte gegen diese Entscheidung vor dem Appellhof in Chambéry Rechtsbehelf ein, das allerdings die Entscheidung des Gerichts in St. Julien bestätigte. Hierauf wandte er sich an den Kassationshof in Paris, der das erstinstanzliche Urteil wegen eines Formfehlers aufhob und das Verfahren an ein anderes französisches Gericht überwies. Nach einem Urteil des Appellationsgerichts in Lyon wurde Horace Micheli zu einer Strafzahlung in Höhe von 16 Schweizer Franken verurteilt. 1910 wurde das Verfahren auch auf dem Internationalen Pressekongress in Rom besprochen.
Für einen längeren Zeitraum wirkte Micheli als Verwaltungsrat der Schweizer Depeschenagentur.

### Politisches und gesellschaftliches Wirken
1894 nahm Horace Micheli am dritten internationalen Kongress für Arbeitsunfãlle und soziale Versicherung in Mailand teil.
Er wurde 1900 Präsident des Aktionskomitees, das die Einführung einer obligatorischen Unfallversicherung zu Fall bringen wollte.
Von 1901 bis 1904 war Horace Micheli Genfer Grossrat. Von 1902 bis 1918 amtete er als demokratischer Gemeinderat von Bardonnex. Vom 7. Dezember 1914 bis zum 1. November 1919 sowie vom 4. Dezember 1922 bis zu seinem Rücktritt aus gesundheitlichen Gründen am 23. Februar 1928 war er schliesslich liberal-demokratischer Nationalrat; ihm folgte Frédéric de Rabours in den Nationalrat.
Er setzte sich für die Rechte der Mitglieder der römisch-katholischen Kirche im Kanton Genf ein und sprach sich auch gegen die – 1910 per kantonale Abstimmung erfolgte – Trennung von Kirche und Staat aus.
Horace Micheli war ein Anhänger des Proporzwahlsystems und ein entschiedener Gegner des Gotthardvertrags sowie des Entwurfs für ein Kranken- und Unfallversicherungsgesetz von Ludwig Forrer. Andererseits befürwortete er die Zollfreizonen und griff 1924 die Franzosen, die sich aus seiner Sicht nicht an die mit der Schweiz getroffenen Vereinbarungen hielten, scharf an. Er befürwortete auch den Beitritt der Schweiz zum Völkerbund.
1914, anlässlich der Jubelfeier zur Eingliederung von Genf in die Eidgenossenschaft, stellte er seinen Urgrossvater Oberst Michel Micheli (1751–1830) in der damaligen Uniform dar, der Genfer Fahnen überreichte.
Um die seit der Wahl Giuseppe Mottas als ungenügend empfundene Vertretung der Westschweiz verdoppeln zu können, schlug Horace Micheli 1916 in einer Motion vor, die Zahl der Bundesräte von sieben auf neun zu erhöhen, worauf der Nationalrat die Motion für erheblich erklärte. Im Mai 1917 beschloss der Bundesrat, den eidgenössischen Kammern einen Entwurf zur Revision der Bundesverfassung einzureichen im Sinne der Erhöhung der Mitgliederzahl von sieben auf neun. Am 8. August 1917 veröffentlichte der Bundesrat die geplante Revision des Artikels 95 der Bundesverfassung. Nachdem Gustave Ador 1917 als Vertreter der französischsprachigen Schweiz in den Bundesrat gewählt wurde, verfolgte die Westschweiz die Erhöhung der Anzahl der Bundesräte allerdings nicht weiter. Aufgrund der veränderten politischen Lage stand der Bundesrat 1918 der Vorlage schliesslich ablehnend gegenüber. Horace Micheli hat, nach seinen eigenen Worten, «Blumen auf das Grab meiner Motion gestreut!»
1920 setzte er sich für den Wiederaufbau der Universitätsbibliothek Löwen ein, die 1914 in Brand geschossen und zerstört worden war.
Er wurde 1923 zum Vizepräsidenten des Pressekomitees für die Propaganda der Revision der eidgenössischen Alkoholgesetzgebung gewählt.

### Mitgliedschaften

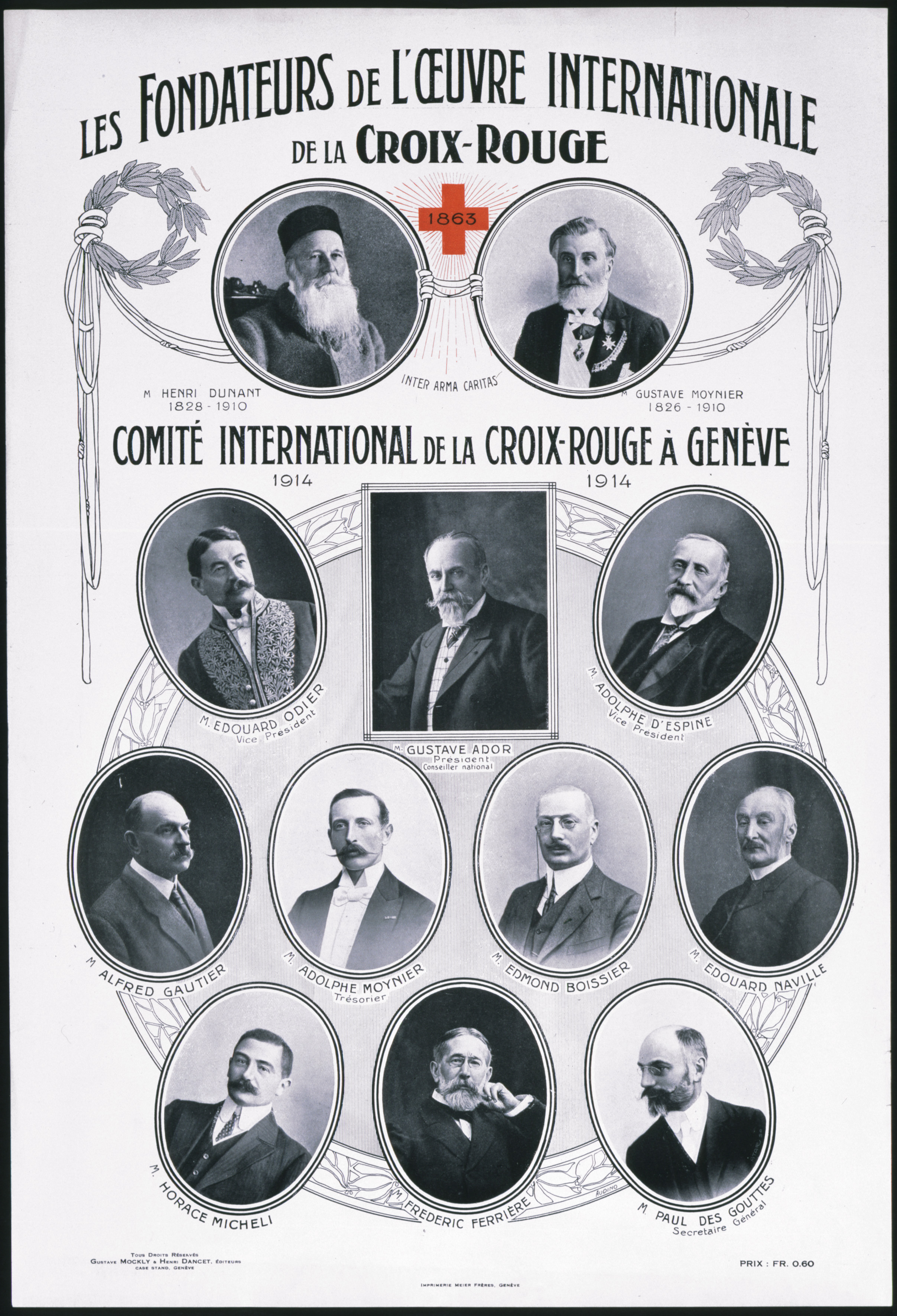
Collage der Gründer des Internationalen Komitees vom Roten Kreuz

Horace Micheli war Vorstandsmitglied des Schweizer Bauernverbands, von 1914 bis 1930 Mitglied des Internationalen Roten Kreuzes, des Internationalen Komitees des Christlichen Vereins Junger Männer (1921–1923 Vizepräsident) und der Gruppe Auslandschweizer (siehe Auslandschweizer-Organisation). Er nahm unter anderem 1925 an der Konferenz des Roten Kreuzes in Genf teil und berichtete dort über die Kommission, die mit den Untersuchungen der Frage des chemischen Krieges und dessen Folgen beauftragt war.
Er war Mitglied der Genfer Sektion des Schweizer Heimatschutzes, des Schweizerischen Zofingervereins und 1903 Präsident der Ecole Eynard.
1894 nahm er an der Jahresversammlung des Vereins der schweizerischen Presse teil und referierte dort zum Thema, ob es ratsam sei, der deutschen Pensionsanstalt deutscher Journalisten und Schriftsteller beizutreten. Er riet hiervon ab, weil die Einrichtung noch zu jung sei und keine Erfahrungen vorlägen. Vielmehr beantragte er den Beitritt zur Schweizerischen Rentenanstalt und der 1858 gegründeten La Suisse Versicherungen in Lausanne; der Antrag wurde angenommen. Seit 1894 war er Aktuar des Schweizerischen Presseverbands, und 1897 erfolgte seine Wahl zum Vizepräsidenten.
Zusammen mit dem Chefredakteur der Zeitung Die Ostschweiz wurde er im Jahr 1895 vom Presseverein als Delegierter zum Internationalen Presskongress nach Budapest entsandt.
Während des Ersten Weltkriegs war er 1915 Mitglied der Zentralkommission des Hilfskomitees für notleidende Schweizer in den kriegführenden Staaten. 1917 nahm er als Teilnehmer einer Inspektion des Roten Kreuzes zur Überprüfung der Kriegsgefangenenlager in Österreich teil. Im selben Jahr nahm er als Mitglied des internationalen Komitees des Roten Kreuzes an der Konferenz der Roten Kreuze der neutralen Staaten in Genf teil.
1927 trat er aus gesundheitlichen Gründen als Mitglied der Schweizer Vereinigung für Sozialpolitik zurück.

## Schriften (Auswahl)
- La révolution oligarchique des Quatre cents à Athènes et ses causes. Genf 1894 (Digitalisat).
- Michael Bühler; Paul Haller; Horace Micheli; Verein der Schweizerischen Presse (Hrsg.): Die Schweizer Presse. Bern 1896 (Digitalisat).
- State Purchase of Railways in Switzerland. 1898 (Digitalisat).
- L’Assurance-Vieillesse à l’Etranger et en Suisse. 1909.
- Albert Bonnard, Horace Micheli, Numa Droz, Frédéric de Rabours, Paul Pictet: L’idée libérale - cinq conférences. 1916.
- L’ideal démocratique et la crise actuelle. Genf 1916.
- Alfred Frey. In: Journal de Genève vom 23. September 1924, S. 1–2 (Digitalisat).